# Rasheed Dwyer
Rasheed Dwyer (29 januari 1989) is een Jamaicaans sprinter. Hij nam eenmaal deel aan de Olympische Zomerspelen.

## Biografie
In 2021 nam Dwyer deel aan de 200 meter tijdens de uitgestelde Olympische Zomerspelen 2020 in Tokio. In de finale was hij in een tijd van 20,21 seconden goed voor een zevende plaats. 

## Persoonlijke records
Outdoor
| Onderdeel | Prestatie | Datum         | Plaats   |
| --------- | --------- | ------------- | -------- |
| 100 m     | 10,10 s   | 16 april 2016 | Kingston |
| 200 m     | 19,80 s   | 23 juli 2015  | Toronto  |
| 400 m     | 46,44 s   | 18 maart 2017 | Kingston |

## Palmares

### 100 m
- 2019: 5e Pan-Amerikaanse Spelen - 10,32 s

### 200 m
- 2010: 5e in ½ fin. Gemenebestspelen - 21,13 s
- 2010:  Centraal-Amerikaanse en Caraïbische Spelen - 20,49 s
- 2011:  Universiade - 20,20 s
- 2013:  Universiade - 20,23 s
- 2014:  Gemenebestspelen - 20,14 s
- 2015:  Pan-Amerikaanse Spelen - 19,90 s
- 2015:  NACAC-kampioenschappen - 20,12 s
- 2017: 9e in ½ fin. WK - 20,69 s
- 2018: 5e in ½ fin. Gemenebestspelen - 20,82 s
- 2018: 4e Centraal-Amerikaanse en Caraïbische Spelen - 20,41 s
- 2019: 5e in ½ fin. WK - 20,54 s
- 2021: 7e OS - 20,21 s

Diamond League-podiumplaatsen
- 2013:  DN Galan - 20,23 s
- 2014:  Birmingham Grand Prix - 20,58 s
- 2014:  Weltklasse Zürich - 20,21 s
- 2015:  Weltklasse Zürich - 20,20 s
- 2015:  Memorial Van Damme - 20,27 s
- 2017:  Meeting de Paris - 20,45 s

### 4x100 m
- 2009:  Centraal-Amerikaanse en Caribische kamp. - 39,31 s
- 2010:  Gemenebestspelen - 38,79 s
- 2010:  Centraal-Amerikaanse en Caraïbische Spelen - 38,78 s
- 2015:  WK - 37,41 (Dwyer liep enkel de reeksen)
- 2018:  Centraal-Amerikaanse en Caraïbische Spelen - 38,79 s
- 2019: 6e IAAF World Relays - 38,88 s
- 2019: 5e in series WK - 38,15 s
- 2019: 5e Pan-Amerikaanse Spelen - 39,01 s

### 4x200 m
- 2014:  IAAF World Relays - 1.20,15 s (Dwyer liep enkel de reeksen)
- 2015:  IAAF World Relays - 1.20,97 s
- 2017:  IAAF World Relays - 1.21,09 s